# Standoff : Les Négociateurs
Standoff : Les Négociateurs ou Standoff : Unité de crise au Québec (Standoff) est une série télévisée américaine en 18 épisodes de 42 minutes, créée par Craig Silverstein dont onze épisodes ont été diffusés entre le 5 septembre et le 12 décembre 2006, puis les épisodes restants entre le 8 juin et le 20 juillet 2007 sur FOX et en simultané sur le réseau Global au Canada.
En France, la série a été diffusée à partir du 14 septembre 2007 sur TF6 et rediffusée à partir du 22 juillet 2008 sur M6 ; au Québec à partir du 15 octobre 2007 sur Mystère, et en Belgique depuis le 14 novembre 2008 sur RTL-TVI.

## Synopsis
Cette série met en scène les missions de Matt Flannery et Emily Lehman, deux agents du FBI affectés aux « négociations de crise ».

## Distribution

### Acteurs principaux
- Ron Livingston (VF : Constantin Pappas) : Matt Flannery
- Rosemarie DeWitt (VF : Véronique Volta) : Emily Lehman
- Gina Torres (VF : Pascale Vital) : Cheryl Carrera
- Michael Cudlitz (VF : Lionel Tua) : Frank Rogers
- Raquel Alessi (VF : Karine Texier) : Lia Mathers
- Jose Pablo Cantillo (VF : Jonathan Amram) : Duff Gonzalez

### Invités
- Kym Whitley (en) (VF : Laura Zichy) : Angela Worthington (épisode 10)
- Marc Vann (VF : Gérard Darier) : Roger Lestak (épisode 11)
- Saxon Trainor (arz) (VF : Laura Zichy) : Ruth Keegan (épisode 14)

- Version française
Société de doublage : Synchro France[2],[3]
Direction artistique : Alain Berguig[2]

 Source et légende : version française (VF) sur RS Doublage et Doublage Séries Database

## Production
En janvier 2006, Fox commande un pilote du projet de Craig Silverstein sous le titre Primary. Le casting principal débute le mois suivant avec entre autres Ron Livingston, Rosemarie DeWitt, Gina Torres et Michael Cudlitz.
Le 8 mai 2006, Fox commande la série et annonce lors des Upfronts le 18 mai qu'elle sera diffusée, sous son titre actuel, les mardis à 20 h à l'automne.
Malgré la perte de la moitié de l'audience depuis la première, Fox commande six épisodes le 17 novembre (soit après la diffusion du septième épisode). Après la pause du temps des fêtes, Fox déplace la série dans la case du vendredi soir en mars, puis avril, puis en juin. Fox annonce son annulation le 17 mai.

## Épisodes
1. La Fissure (Pilot)
2. Alerte : Tour de contrôle (Circling)
3. Kidnapping (Shanghai'd)
4. Bonnie & Clyde (Partners in Crime)
5. En désespoir de cause (Life Support)
6. Le Disciple (One Shot Stop)
7. Otage des ondes (Man of Steele)
8. Éros & Thanatos (Heroine)
9. Victimes ou Bourreaux (Peer Group)
10. Angela (The Accidental Negotiator)
11. Aux frontières de la loi (Borderline)
12. La Voix (No Strings)
13. Retour de flamme (Backfire)
14. L'Apocalypse (Road Trip)
15. Une affaire très personnelle (Lie to Me)
16. Agent trouble (Ex-Factor)
17. État de siège (Kids in the Hall)
18. Ex-caetera (Severance)